# Nodeland (stacja kolejowa)
Nodeland – stacja kolejowa w Nodeland, w regionie Agder w Norwegii, jest oddalona od Oslo Sentralstasjon o 375,29 km. Jest położona na wysokości 25 m n.p.m.

## Ruch dalekobieżny
Leży na linii Sørlandsbanen. Jest stacją obsługującą dalekobieżne połączenia z południowo-zachodnią i południową częścią kraju. Stacja przyjmuje sześć par połączeń dziennie do Kristiansand, Arendal i Stavanger.

## Obsługa pasażerów
Wiata, parking na 50 miejsc. Odprawa podróżnych odbywa się w pociągu.